# سامورایی کک‌جمع‌کن
سامورایی کَک‌جمع‌کُن (به ژاپنی: のみとり侍 のみとりざむらい) فیلمی است به کارگردانی یاسوئو تسوروهاشی که در سال ۲۰۱۸ در ژاپن منتشر شده‌است.

## بازیگران
- هیروشی آبه در نقش هیرونوشین کوبایاشی
- شینوبو تراجیما در نقش اومینه
- اتسوشی تویوکاوا در نقش سِیبِه
- تاکومی سایتو در نقش تومونوسوکه سائه‌کی
- میوری کازاما در نقش جینبه